# Seythenex
Seythenex és un municipi francès situat al departament de l'Alta Savoia i a la regió d'Alvèrnia-Roine-Alps. L'any 2007 tenia 580 habitants.

## Demografia

### Població
El 2007 la població de fet de Seythenex era de 580 persones. Hi havia 244 famílies de les quals 66 eren unipersonals (35 homes vivint sols i 31 dones vivint soles), 81 parelles sense fills, 85 parelles amb fills i 12 famílies monoparentals amb fills.
La població ha evolucionat segons el següent gràfic:
Habitants censats

### Habitatges
El 2007 hi havia 380 habitatges, 244 eren l'habitatge principal de la família, 96 eren segones residències i 40 estaven desocupats. 292 eren cases i 87 eren apartaments. Dels 244 habitatges principals, 197 estaven ocupats pels seus propietaris, 39 estaven llogats i ocupats pels llogaters i 8 estaven cedits a títol gratuït; 6 tenien una cambra, 18 en tenien dues, 47 en tenien tres, 71 en tenien quatre i 101 en tenien cinc o més. 199 habitatges disposaven pel capbaix d'una plaça de pàrquing. A 103 habitatges hi havia un automòbil i a 124 n'hi havia dos o més.

### Piràmide de població
La piràmide de població per edats i sexe el 2009 era:
| Homes | Edats   | Dones |
| ----- | ------- | ----- |
| 0     | 95 o +  | 0     |
| 0     | 90 a 94 | 8     |
| 4     | 85 a 89 | 12    |
| 0     | 80 a 84 | 0     |
| 0     | 75 a 79 | 8     |
| 24    | 70 a 74 | 20    |
| 24    | 65 a 69 | 4     |
| 4     | 60 a 64 | 12    |
| 12    | 55 a 59 | 12    |
| 16    | 50 a 54 | 12    |
| 12    | 45 a 49 | 16    |
| 28    | 40 a 44 | 24    |
| 8     | 35 a 39 | 24    |
| 32    | 30 a 34 | 12    |
| 12    | 25 a 29 | 16    |
| 4     | 20 a 24 | 8     |
| 0     | 15 a 19 | 20    |
| 12    | 10 a 14 | 8     |
| 20    | 5 a 9   | 16    |
| 12    | 0 a 4   | 20    |

## Economia
El 2007 la població en edat de treballar era de 362 persones, 279 eren actives i 83 eren inactives. De les 279 persones actives 264 estaven ocupades (148 homes i 116 dones) i 16 estaven aturades (9 homes i 7 dones). De les 83 persones inactives 39 estaven jubilades, 13 estaven estudiant i 31 estaven classificades com a «altres inactius».

### Ingressos
El 2009 a Seythenex hi havia 252 unitats fiscals que integraven 617,5 persones, la mediana anual d'ingressos fiscals per persona era de 19.690 €.

### Activitats econòmiques
Dels 33 establiments que hi havia el 2007, 8 eren d'empreses de construcció, 5 d'empreses de comerç i reparació d'automòbils, 5 d'empreses d'hostatgeria i restauració, 1 d'una empresa d'informació i comunicació, 2 d'empreses immobiliàries, 6 d'empreses de serveis, 3 d'entitats de l'administració pública i 3 d'empreses classificades com a «altres activitats de serveis».
Dels 9 establiments de servei als particulars que hi havia el 2009, 1 era un paleta, 1 guixaire pintor, 3 fusteries, 1 electricista i 3 restaurants.
L'any 2000 a Seythenex hi havia 15 explotacions agrícoles que ocupaven un total de 438 hectàrees.

## Equipaments sanitaris i escolars
El 2009 hi havia una escola elemental.

## Poblacions més properes
El següent diagrama mostra les poblacions més properes.